# Hetao-Ebene
Die Hetao-Ebene (河套平原,  Hetao pingyuan) ist ein schmales, fruchtbares Schwemmland am Mittellauf des Gelben Flusses in China. Wegen der entwickelten Bewässerung wird sie auch „Hetao-Bewässerungsgebiet“  (河套灌区,  Hetao guanqu) genannt. Sie besteht aus der Yinchuan-Ebene (银川平原,  Yinchuan pingyuan) in Ningxia, der Houtao-Ebene (后套平原,  Houtao guanqu) und der Qiantao-Ebene (前套平原,  Qiantao guanqu) in der Inneren Mongolei. Sie ist ca. 25.000 Quadratkilometer groß und ist ein wichtiges Landwirtschaftsgebiet. Sie bildet mit dem Ordos-Plateau den Südteil des Plateaus der Inneren Mongolei.
Als Hetao (河套,  Hétào) wird im Chinesischen die Biegung bzw. Krümmung des Gelben Flusses (Huang He) bezeichnet, als Hetao-Gebiet (河套地区,  Hetao Diqu) der Oberteil der Biegung des Gelben Flusses in den Autonomen Gebieten Innere Mongolei und Ningxia.